# Jean-Daniel Délèze
Jean-Daniel Délèze (28 settembre 1961) è un ex sciatore alpino svizzero.

## Biografia
Slalomista puro originario di Salins, ottenne il primo piazzamento in Coppa del Mondo il 14 gennaio 1986 a Berchtesgaden classificandosi 11º: tale risultato sarebbe rimasto il migliore di Délèze nel massimo circuito internazionale. Ai Mondiali di Crans-Montana 1987 fu 7º, suo unico piazzamento iridato; l'ultimo risultato della sua attività agonistica fu il 13º posto ottenuto nello slalom speciale di Coppa del Mondo disputato a Oppdal il 22 marzo 1988. Non prese parte a rassegne olimpiche.

## Palmarès

### Coppa del Mondo
- Miglior piazzamento in classifica generale: 94º nel 1986

### Coppa Europa
- Miglior piazzamento in classifica generale: 11º nel 1986